# Пелэм, или Приключения джентльмена
«Пелэм, или Приключения джентльмена» (англ. Pelham: or The Adventures of a Gentleman) — роман английского писателя Э. Бульвер-Литтона.
В книге от первого лица описывается жизнь молодого аристократа-денди, щёголя и завсегдатая великосветских салонов и игорных домов Пелэма. Его жизнь сочетает в себе как лицемерие для достижения поставленных целей, так и положительные качества. Роман, и прежде всего фигура главного героя, был задуман автором, чтобы показать, как человек, внутренне независимый, способен избежать дурного влияния света.
В романе переплетены две сюжетные линии. В одной из них Пелэм всеми силами стремится достичь высокого положения в обществе путём любовных связей, участием в грязных политических играх, стремлением выгодно жениться. Другая, детективная, описывает трагедию университетского друга Пелэма Реджинальда Гленвила, его месть обидчику своей возлюбленной при помощи различных проходимцев, убийство и связанное с ним расследование.
После выхода в 1828 году роман пользовался огромной популярностью. А. С. Пушкин под впечатлением от романа начинает писать аналог — «Русский Пелам», который остался незавершённым.
На русский язык «Пелэм» был переведён в 1958 году.